# Tallián Emil
Vizeki Tallián Emil (Törökkanizsa, Torontál vármegye, 1859. május 22. – Szeged, 1911. december 3.) Torontál vármegye főszolgabírája, világutazó, északsarki utazó.

## Családja és származása
Az előkelő dunántúli nemesi származású vizeki Tallián család sarja. Édesapja vizeki Tallián Andor (1817–1873), 1848-as honvéd százados, földbirtokos, anyja törökkanizsai Schulpe Vilma (1825–1899) volt. Atyai nagyszülei vizeki Tallián József (1779–1862), Somogy vármegyei táblabíró, földbirtokos, és Stróbel Karolina (1781–1835) voltak. A 17. század végén élt ősanyja, vizeki Tallián Gergelyné osztopáni Perneszy Anna Julianna révén a nagy múltra visszatekintő osztopáni Perneszy család leszármazottja volt. Egyik fivére báró vizeki és bélavári Tallián Béla (1851–1921), földművelélésügyi miniszter, főispán volt; másik fivére vizeki Tallián Andor (1861–1923) altábornagy volt.

## Élete
Tallián Emil nagy szolgálatot tett a Törökkanizsa városának; nevéhez fűződik a helyi vasútállomás, valamint a városháza építése. Másrészt, nagy erőt fordított, a botanikus kert létrehozására, a szegényház és a kórház alapítására, valamint az artézi kút fúrására is. Tallián Emil, nőtlen, majd agglegény létében, híres utazó és vadász volt. Az északsarki utazó bejárta Afrikát, Ázsiát és Dél-Amerikát, ahonnan különleges vadászati trófeákkal tért haza. Gyűjteményének jelentős rész ma a Szabadkai Múzeumban tekinthető meg 1906-ban adta ki utazásai emlékiratai az "Útinaplómból" cím alatt, ahol beszámol brazíliai, indiai, ceyloni és brit kelet-afrikai utazásai és vadászatairól.
Törökkanizsán hunyt el 1911-ben, és testi maradványai a helyi családi kriptában nyugszanak a katolikus temetőben.